# Langwerpige dwerginktvis
De langwerpige dwerginktvis (Sepietta oweniana) is een inktvissensoort uit de familie Sepiolidae. De wetenschappelijke naam van de soort werd, als Sepiola oweniana, in 1841 gepubliceerd door Alcide Dessalines d'Orbigny. In de naam wordt Richard Owen geëerd.

## Kenmerken
De maximale mantellengte is in de Noordzee 50 mm bij vrouwtjes, 32 mm bij mannetjes; in de Middellandse Zee is dat 40 mm bij vrouwtjes. De mantel is koepelvormig, aan de achterzijde afgerond, bij vrouwtjes meer dan bij mannetjes. De vinnen zijn breed afgerond, zonder een punt, en komen niet voorbij de mantel. De zuignappen aan het uiteinde van de vangtentakels zijn zo klein dat een fluweelachtige indruk ontstaat.

## Verspreiding
De soort komt voor in het oosten van de Atlantische Oceaan, aan de Noorse kust, in de Noordzee en het Kattegat, rondom de Britse eilanden en langs de Atlantische kust van Frankrijk, Spanje, Portugal, Marokko en Mauretanië, en verder langs alle kusten van de Middellandse Zee, van 8 meter diep tot meer dan 1000, met name boven bodems die uit fijn en zacht materiaal bestaan. Daardoor komt hij vaak mee als bijvangst bij de diepere garnalenvisserij. De soort mijdt brak water.